# Colleen Fitzpatrick (Sängerin)

Colleen Fitzpatrick (2007)

Colleen Ann Fitzpatrick (* 20. Juli 1970 in Old Bridge, New Jersey) ist eine US-amerikanische Sängerin und Schauspielerin. Besser bekannt ist sie unter ihrem Künstlernamen Vitamin C.

## Leben
Vor ihrer Solokarriere war sie Sängerin bei der Band Eve’s Plum. Ihre ersten beiden Soloalben veröffentlichte sie beim Musiklabel Elektra Records. Ihr bekanntester Titel ist der Mitte 1999 erschienene Song Smile, der es in die Top 20 der US-Billboard-Charts schaffte.
2001 wechselte sie zu V2 Records. Im Juli 2003 wurde die Single Last Nite veröffentlicht, eine Coverversion des Songs der The Strokes, die Teile von Blondies Heart of Glass verwendet. Die Single verfehlte die US-Charts und erreichte in Großbritannien Platz 70. Daraufhin wurden die Arbeiten am Album eingestellt.

## Diskografie

### Alben
- 1999: Vitamin C
- 2001: More

### Singles
- 1999: Smile
- 1999: Me, Myself, & I
- 2000: Graduation (Friends Forever)
- 2000: The Itch
- 2001: As Long As You're Loving Me
- 2003: Last Nite

## Filmografie
- 1988: The Equalizer (Staffel 4 Folge 4 Der Show Pirat)
- 1988: Hairspray
- 1991: Die nackte Kanone 2½ (The Naked Gun 2½: The Smell of Fear)
- 1992: Mambo Kings (The Mambo Kings)
- 1995: Crinoline Head
- 1995: Higher Learning – Die Rebellen (Higher Learning)
- 1995: Im Sumpf des Verbrechens (Just Cause)
- 1996: High School High
- 1997: St. Patrick’s Day
- 1997: Der Dummschwätzer (Liar Liar)
- 2000: The Haven
- 2000: Da Hip Hop Witch
- 2000: Wes Craven präsentiert Dracula (Wes Craven Presents Dracula 2000)
- 2001: Ran an die Braut (Get Over It)
- 2001: Scary Movie 2 (Stimme)
- 2001: Rock Star
- 2001: My X-Girlfriend’s Wedding Reception
- 2005: Happy is Not Hard to Be